# Anton van Dyck
Anton van Dyck (Amberes, 22 de marzo de 1599-Londres, 9 de diciembre de 1641) fue un pintor y grabador flamenco especialmente dedicado a la elaboración de retratos. Dado que alcanzó gran fama internacional, su nombre se adaptó a diferentes idiomas: en inglés, sir Anthony van Dyck; en español, Antonio o Antón van Dick. Llegó a ser el primer pintor de corte en Inglaterra tras una larga estancia en Italia. Es universalmente conocido por sus retratos de la nobleza genovesa y de Carlos I, rey de Inglaterra y Escocia, de los miembros de su familia y de su corte. Con su método de pintura de una elegancia relajada, influyó en los retratistas ingleses, como Peter Lely. Además de retratos, por los cuales fue bastante apreciado, se ocupó también de temas bíblicos y mitológicos, introduciendo algunas notables innovaciones pictóricas.

Grande para Flandes era la fama de Pedro Pablo Rubens, cuando en Amberes en su escuela surgió un joven llevado de tan noble generosidad de costumbres y de un tan bello espíritu en la pintura que bien dio signos de ilustrarla y aumentar su esplendor.
Giovanni Pietro Bellori

En Amberes fue discípulo de Hendrick van Balen, con quien permaneció entre 1609 y 1610. Más adelante fue también alumno y asistente de Rubens, del que asimiló la técnica y en parte también el estilo, y en 1618 fue admitido como maestro en el gremio de San Lucas.
Tras transcurrir la juventud en Amberes, se trasladó a Italia, donde realizó el viaje ritual de formación característico de todos los grandes pintores flamencos. Allí tuvo la oportunidad de ver y copiar algunas grandes obras renacentistas, especialmente de su pintor favorito, Tiziano. Al volver de Italia, pasó a Inglaterra, a la corte de Carlos I, donde se ocupó casi exclusivamente de retratos. Murió en Londres a la edad de 42 años y fue enterrado en la Catedral de San Pablo.

## Biografía

### Primeros años y formación
Van Dyck nació en una casa llamada Den Berendans, en el centro de la ciudad. Su abuelo Anton (1529–1581), tras haberse dedicado a la pintura, se dedicó al comercio de la seda; a su muerte, su mujer, Cornelia Pruystinck continuó la actividad del marido, rodeada de sus hijos Francisco y Fernando. Tal trabajo rendía bastante, ya que la familia tenía clientes incluso en París y Londres, y en una buena parte de las ciudades flamencas.

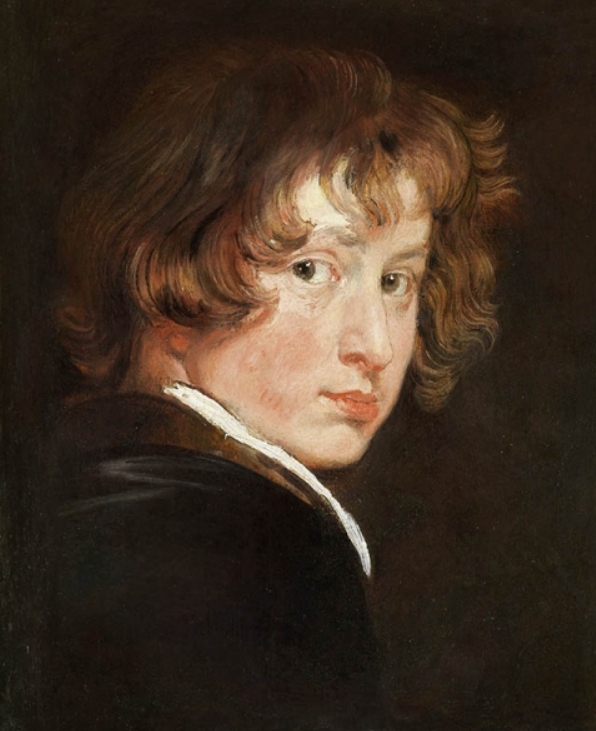
Autorretrato de 1613–1614.

El padre de Anton, Franchois, se casó en segundas nupcias, en 1590, con Maria Cuypers. Desde el matrimonio con esta mujer, tuvo 12 hijos, de los que Anton fue el séptimo. Dado el crecimiento de la familia, los van Dyck decidieron adquirir una casa nueva, espaciosa y lujosamente amueblada, De Stadt van Ghendt, que incluía algo desusado para la época, un baño.
Anton mostró rápidamente su talento y es considerado un niño genio. Fue enviado, en el año 1609, al taller de uno de los mejores pintores de la ciudad, Hendrick van Balen, decano de la Sint-Lucasgilde (Gilda o Gremio de San Lucas), con el fin de que aprendiese los rudimentos de la pintura y adquiriese experiencia. Su primera pintura datada es de estos años y es el Retrato de un hombre de setenta años, de 1613, en el que son evidentes las enseñanzas de Van Balen. Sin embargo, bien pronto y con solo 16 años, abrió un taller personal, junto al joven amigo Jan Brueghel el Joven, con quien abandonó la escuela del maestro. En estos años, como recuerda el mismo Brueghel, Anton recibió el encargo de ejecutar una serie de pinturas que representaran Los doce apóstoles y un Sileno ebrio. De este período es sin duda también el autorretrato de 1613–1614.

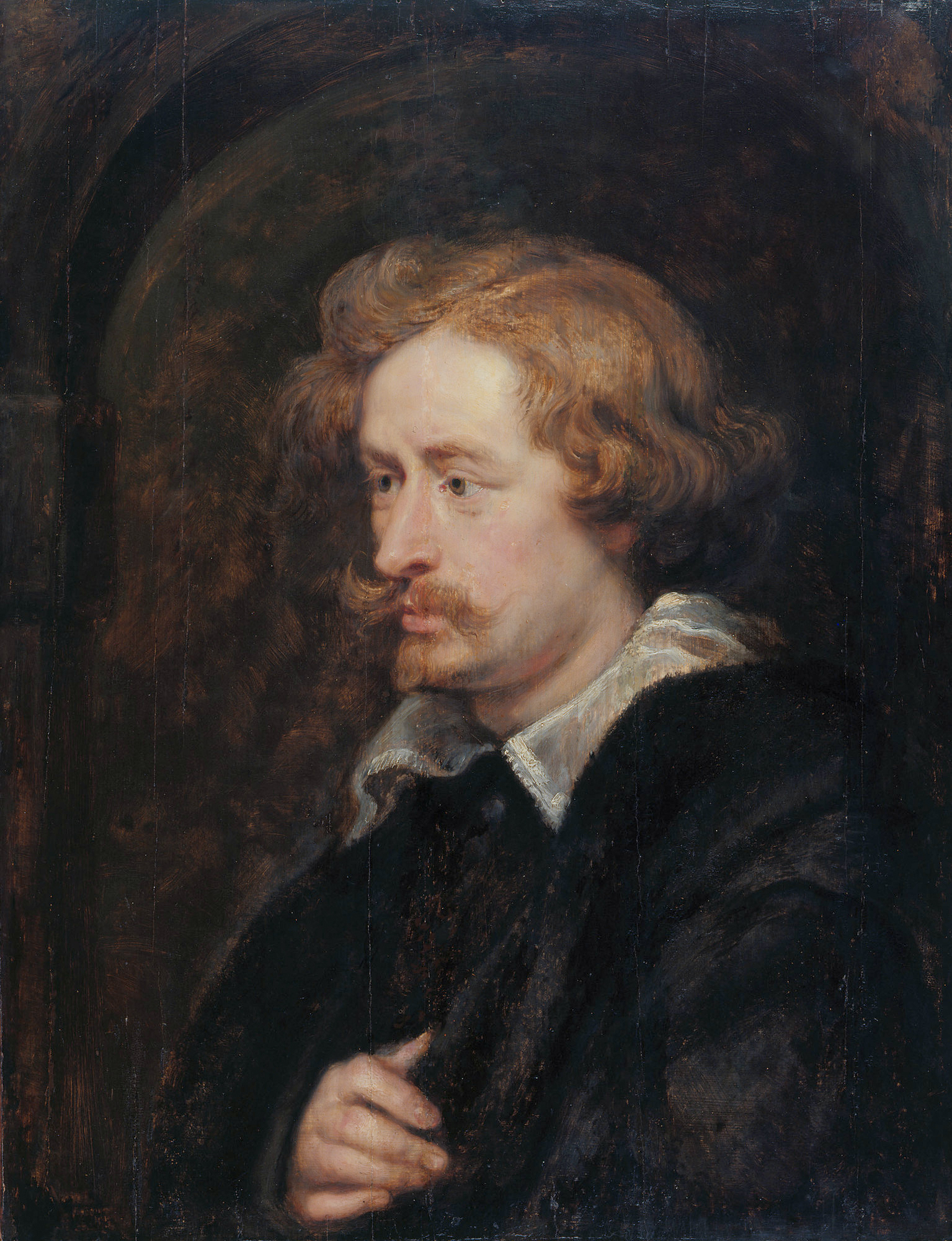
Antoon van Dyck, por Peter Paul Rubens (1627-1628), en la Royal Collection.

A partir de 1617 y hasta 1620, Van Dyck trabajó estrechamente con Rubens, de quien llegó a ser ayudante, abandonando su taller autónomo. Siguieron meses de colaboración entre los dos: Rubens habla de Van Dyck como de su mejor alumno. También tras el 11 de febrero de 1618, día en que fue admitido en la Gilda de San Lucas como «maestro», Van Dyck trabajó con Rubens en la realización de telas como Decio Mus despide a los lictores o Aquiles entre las hijas de Licómedes (Museo del Prado). En el taller de Rubens, ya por entonces un pintor conocido en toda Europa, Van Dyck dio a conocer su nombre en los ambientes de la aristocracia y de la rica burguesía y contactó con la cultura clásica y la etiqueta propia de la corte. El joven Anton aprendió a imitar los modelos del maestro, adoptando muchas de sus características, como es fácil de constatar en la pintura El emperador Teodosio y san Ambrosio. En 1620, Rubens había firmado un contrato con los jesuitas de Amberes para la decoración de su iglesia, basada en los diseños del mismo pero llevada a cabo por Van Dyck; además de este importante encargo, Anton recibió también numerosas peticiones de clientes particulares para la realización de retratos. Corresponden a estos años, pinturas como el Retrato de Cornelius van der Geest o Maria van der Wouwer-Clarisse.

### Primer período inglés
En octubre de 1620, cuando tenía veintiún años, van Dyck se trasladó a Londres, a la corte del rey de Inglaterra, James I. Lo convenció la insistencia de George Villiers, I duque de Buckingham y Thomas Howard, conde de Arundel. Este último era un gran apasionado del arte, amigo de Rubens y protector del arquitecto Iñigo Jones. Durante la estadía en Londres, Van Dyck obtuvo de James I una pensión anual de 100 libras esterlinas pero no logró ser presentado al rey; sin embargo, bien pronto el conde de Arundel le concedió un permiso de viaje al extranjero por ocho meses: no volvió en once años. Las obras realizadas por van Dyck durante esta primera estancia en Inglaterra son muy diferentes de las que había hecho hasta entonces en Flandes. En Amberes, reconvertida recientemente al catolicismo, Antoon tenía la posibilidad de realizar solamente telas con carácter religioso o retratos. En cambio, en Londres gozaba de mayor libertad, sea en la ejecución de las pinturas, sea en la elección del tema por representar. En el cuadro Sir George Villiers (futuro duque de Buckingham) y su mujer Lady Katherine, como Venus y Adonis, por ejemplo, van Dyck representa a los novios como jamás lo había hecho: la tela tiene un carácter alegórico, con un gusto típicamente pastoral, inspirado en Tiziano, y los dos personajes son representados semidesnudos y a tamaño natural. Otras pinturas conocidas del período son La continencia de Escipión y un retrato del conde de Arundel (Los Ángeles, Museo J. Paul Getty).
Al volver a Amberes, se quedó allí alrededor de ocho meses; en este período, en el que Rubens se encontraba lejos, pintó algunos de sus retratos más brillantes e innovadores, como el Retrato de Isabel Brant, primera mujer de Rubens, y el Retrato de Frans Snyders y de su mujer Margarita de Vos. Aunque en cierta manera Rubens y Van Dyck rivalizaban por conseguir los mejores encargos, mantuvieron su amistad. Cuando Van Dyck comunicó su decisión de partir a Italia, Rubens le regaló un caballo para el viaje y le dejó numerosas cartas de presentación para pintores y mecenas.

### Italia

Retrato del cardenal Guido Bentivoglio, 1623.

En 1621 Van Dyck decidió partir a Italia, tradicional viaje de los pintores flamencos, donde permaneció durante seis años, estudiando y analizando los trabajos de los grandes artistas del siglo XV y del XVI y se afirmó su fama de retratista.
El 3 de octubre de 1621 partió y se instaló en Génova, donde se alojó en la casa de los pintores y coleccionistas de arte flamencos, Lucas y Cornelis de Wael. A su llegada a Génova, Anton había ya realizado alrededor de 300 pinturas, situación opuesta a la de Rubens o de Nicolas Poussin, que a su llegada a Italia no habían tenido ocasión todavía para trabajar de manera tan intensa.
Fue presentado en la mejor aristocracia de la ciudad y se las ingenió para retratar algunos exponentes de las mejores familias genovesas (Spinola, Durazzo, Lomellini, Doria, Brignole, etc.). Su inmediato éxito se debió inicialmente a la fama de Rubens, que había vivido y trabajado mucho en Génova, y del que van Dyck era visto como un nuevo representante y continuador. Pero Van Dyck supo conformar un nuevo tipo de retrato, de siluetas estilizadas y expresiones severas, que se apartaba del estilo de Rubens.

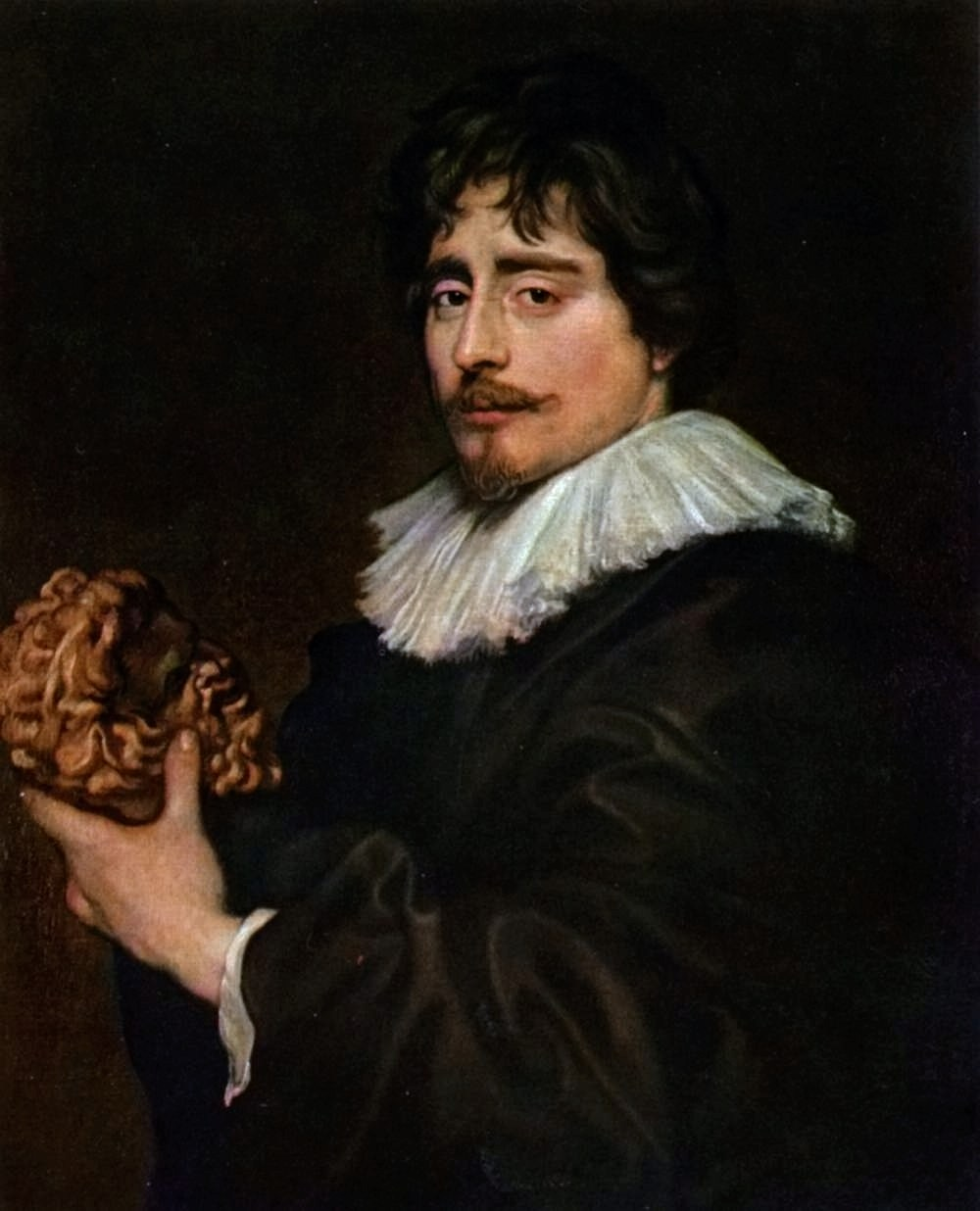
Retrato del escultor flamenco François Duquesnoy, 1623.

Tras la exitosa experiencia genovesa, Van Dyck partió en febrero de 1622, a Roma, donde permaneció hasta agosto de ese año y durante buena parte de 1623. En esta época pintó su autorretrato ubicado en San Petersburgo. Acogido favorablemente en la Roma pontificia, fue introducido en los mejores ambientes de la sociedad; durante su segunda permanencia recibió del cardenal Guido Bentivoglio dos importantes encargos, que consistían en la realización de una Crucifixión y de un retrato de cuerpo completo del mismo cardenal. Bentivoglio había sido elevado al cardenalato el año anterior y era el protector de la comunidad flamenca romana, ya que había sido nuncio apostólico en Bruselas desde 1607 hasta 1614. Además del retrato del cardenal Bentivoglio, uno de los más famosos de toda la producción de van Dyck, el joven pintor retrató también al cardenal Maffeo Barberini, que luego fue papa con el nombre de Urbano VIII. De este período son también numerosos retratos como los del matrimonio Shirley. A diferencia del maestro Rubens, Van Dyck no amaba mucho el legado antiguo de Grecia y Roma, y prefería estudiar a los maestros del siglo XVI. Testimonio de ello es su Cuaderno italiano, diario de esbozos y diseños realizados a partir de grandes obras estudiadas durante su estadía en Italia. En Roma tuvo la oportunidad de observar y copiar las obras maestras de los grandes del Renacimiento, que se encontraban principalmente en el palacio Ludovisi y en la Villa Borghese.
Desde Roma se trasladó a Florencia, donde conoció a Lorenzo de Médici, hijo del gran duque de Toscana, Fernando I de Médici, gran apasionado del arte y generoso mecenas. Probablemente pintó un retrato de él, que luego hubo de perderse. De camino a Véneto, se detuvo en Bolonia y en Parma, donde admiró los frescos de Correggio. Llegó finalmente a Venecia, donde transcurrió el invierno de 1622. En la ciudad de las lagunas, patria de uno de sus artistas favoritos, Tiziano, fue guiado en la visita de las grandes obras venecianas por el sobrino de Tiziano, César Vecellio. Anton pudo finalmente coronar su sueño, ver y analizar las obras de Tiziano y de Paolo Veronese: en su Cuaderno italiano se encuentran diseños de obras de Giorgione, Rafael, Guercino, Aníbal Carracci, Giovanni Bellini, Tintoretto, Leonardo, pero prevalecen las de Tiziano, a quien dedica 200 páginas.
Fue en Italia donde creó un estilo refinado y elegante que caracterizó su obra durante toda su vida, así como un tipo de retrato «inmortal» en el que los nobles son captados con porte orgulloso y figura esbelta. Este tipo de retrato se convirtió en modelo para la pintura occidental, sobre todo en Inglaterra donde Thomas Gainsborough lo tomó como fuente de inspiración.

### De Mantua a Palermo
Desde Venecia pasó a Mantua, donde fue introducido en la corte de los Gonzaga. Aquí conoció a Fernando Gonzaga y a Vincenzo II Gonzaga, que había sido protector de Rubens. Con su permanencia en Mantua, Van Dyck tuvo ocasión de ver la colección de los duques antes de que se perdiera, vendida entre varios coleccionistas como Carlos I de Inglaterra. En 1623 estuvo de nuevo en Roma, ciudad en la que había rechazado mantener contacto con la asociación local de pintores flamencos, lejos del estilo académico, que conducían una vida simple y no de ostentación como la suya.

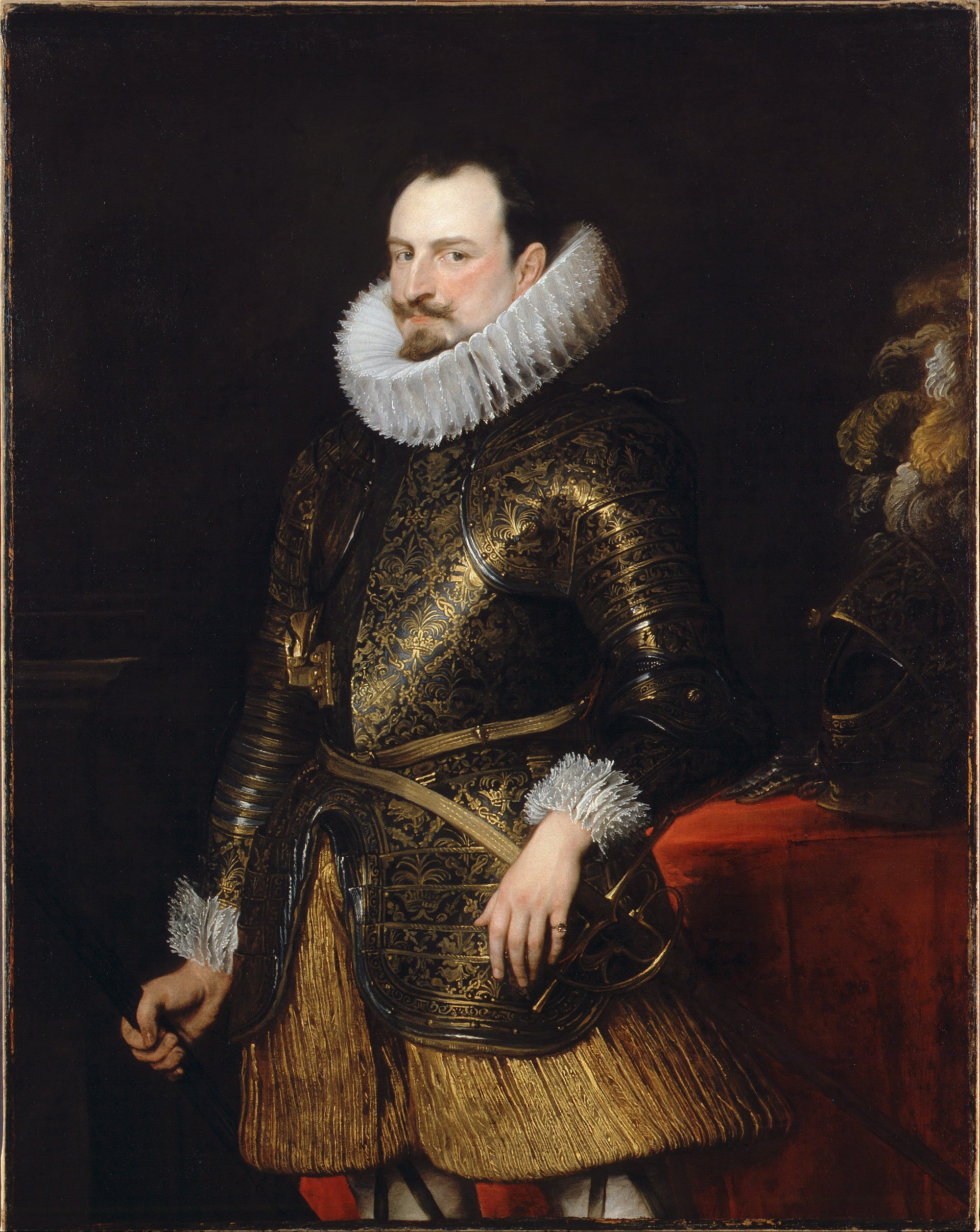
Retrato de Emanuel Filiberto, príncipe de Saboya, 1624.

Gian Pietro Bellori, en su obra, Le Vite de' pittori scultori e architetti moderni escribe lo siguiente sobre el período romano de van Dyck:

Erano le sue maniere signorili più tosto che di uomo privato, e risplendeva in ricco portamento di abito e divise, perché assuefatto nella scuola del Rubens con uomini nobili, ed essendo egli natura elevato e desideroso di farsi illustre, perciò oltre li drappi si adornava il capo con penne e cintigli, portava collane d'oro attraversate al petto, con seguito di servitori. Siché imitando egli la pompa di Zeusi, tirava a sé gli occhi di ciascuno: la qual cosa, che doveva riputarsi ad onore da' pittori fiamminghi che dimoravano in Roma, gli concitò contro un astio ed odio grandissimo: poiché essi, avvezzi in quel tempo a vivere giocondamente insieme, erano soliti, venendo uno di loro nuovamente a Roma, convitarsi ad una cena all'osteria ed imporgli un sopranome, col quale dopo da loro veniva chiamato. Ricusò Antonio queste baccanali; ed essi, recandosi a dispregio la sua ritiratezza, lo condannavano come ambizioso, biasimando insieme la superbia e l'arte.
Bellori, p. 274

Desde Roma pasó a Génova, deteniéndose antes en Milán y en Turín, donde fue recibido por los Saboya. En abril de 1624, Emanuel Filiberto de Saboya, virrey de Sicilia, por encargo del rey de España Felipe IV, invitó a Van Dyck a Palermo para que le hiciese un retrato. Antoon acogió la invitación y se trasladó a Sicilia, donde retrató al virrey; poco tiempo después la ciudad de Palermo fue atacada por una terrible epidemia de peste que mató al mismo Emanuel Filiberto. A pesar de la epidemia, Van Dyck permaneció en la ciudad hasta más o menos septiembre de 1624.

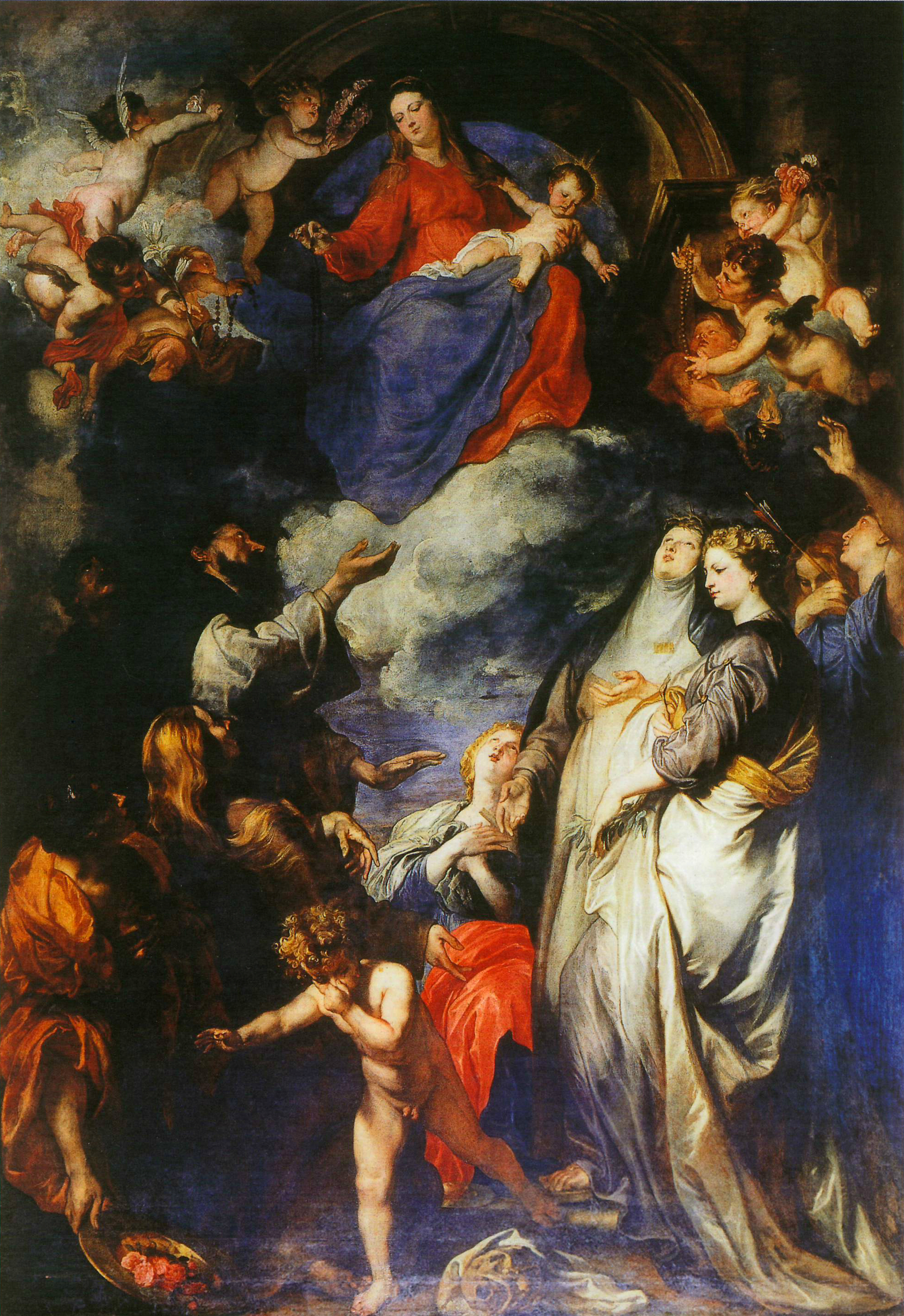
Virgen del Rosario, 1624.

Aquí conoció a la anciana pintora Sofonisba Anguissola, ya de 90 años, que murió al año siguiente y de quien Antoon hizo un retrato. Durante el encuentro, que van Dyck describió como «muy cortés», la anciana mujer, casi completamente ciega, dio preciosos consejos y advertencias al joven pintor, además de contarle episodios de su vida. El retrato de Sofonisba Anguissola se conserva en el Cuaderno italiano. Poco después del hallazgo de las reliquias de Santa Rosalía (15 de julio) que fue hecha patrona de la ciudad, a Van Dyck le fueron encargadas algunas telas que tendrían que representar a la santa. Tras ver el continuo crecimiento de la peste, Antoon volvió a Génova, donde completó la realización de la «pala» de altar La Virgen del Rosario, luego enviada a Palermo, considerada como la mayor obra religiosa del artista.
En los años que siguieron hasta 1627, Van Dyck residió casi siempre en Génova, excepto un breve período en 1625 en que fue hospedado en Provenza por el humanista Nicolas-Claude Fabri de Peiresc. Durante el período de permanencia en Génova, Van Dyck se dedicó a hacer retratos. Aunque sin abandonar temas religiosos o mitológicos, el artista se concentró en el género del retrato: sus telas eran de grandes dimensiones y representaban a personajes de la más importante nobleza frecuentemente de cuerpo entero. Los retratos destacan por su majestuosidad y por la representación psicológica de las personas, que emerge sin la necesidad de un simbolismo particular. Los retratos dobles son raros y siempre divididos en dos telas diferentes, como el Retrato ecuestre de Anton Giulio Brignole-Sale, creado junto al Retrato de Paolina Adorno, marquesa de Brignole-Sale.
Una atención particular dirigió Van Dyck a los retratos de grupo, como La familia Lomellini, y a los retratos de niños. Aun cuando todavía Rubens era su constante punto de referencia, Van Dyck logra hacer irradiar de sus personajes una mayor separación y el sentido de grandeur que los grandes nombres de la rica aristocracia de la ciudad deseaban mostrar. Los niños son representados con gran maestría, singularmente, como en el caso del Retrato de Filippo Cattaneo y el Retrato de Magdalena Cattane o acompañados por sus padres, como el Retrato de una mujer noble genovesa con el hijo (1625).

### El regreso a Flandes

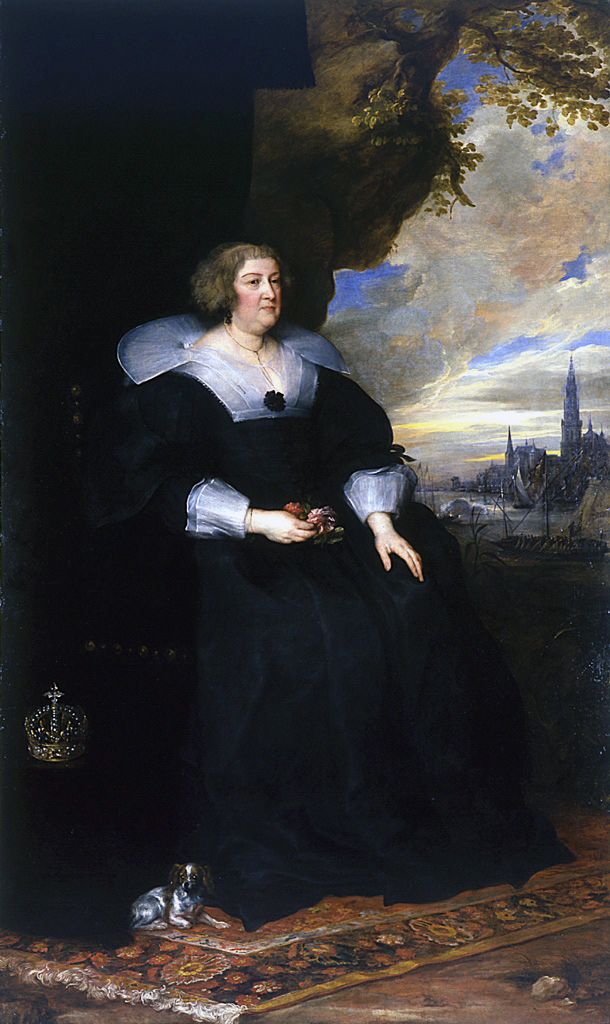
Retrato de María de Médici, 1631.

En septiembre de 1627, volvió a su Amberes natal, llamado por la muerte de su hermana Cornelia. Los primeros meses se caracterizaron por una gran producción religiosa: Antoon, ferviente católico, se unió a la confraternidad de los célibes, creada por los jesuitas de Amberes, que le encargaron también dos retablos, realizados entre 1629 y 1630. En este período los retratos de carácter mitológico (Sansón y Dalila) son raros, mientras abundan los de carácter bíblico-religioso, entre los cuales destaca el Éxtasis de san Agustín, puesto al lado de una tela de Rubens y a una de Jacob Jordaens y la Adoración de los pastores. Además, Van Dyck realiza también seis Crucifixiones, un Llanto sobre Cristo muerto y una Coronación de espinas. Todos estos trabajos están llenos de un fervor y de una profundidad intensos y místicos, pero sobre todo en el último, aparecen notas pre-románticas además de la línea barroca predominante.

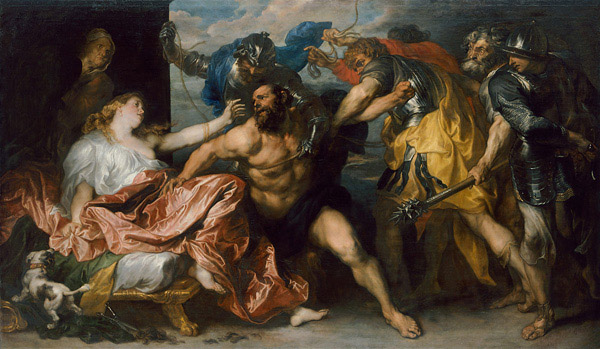
Sansón y Dalila, 1630.

La fama de gran retratista con la que había vuelto de su permanencia en Italia, le permitió entrar al servicio de la archiduquesa Isabel Clara Eugenia de Habsburgo, hija de Felipe II y regente de los Países Bajos. Pintó un retrato de la archiduquesa por el cual recibió a cambio una cadena de oro. Con su entrada en la corte, creció todavía más su fama de retratista. Quienes le encargaban trabajos, eran muy numerosos y pertenecían a las grandes familias de la nobleza de Flandes y de Brabante. Uno de los más importantes trabajos de la época es el Retrato de María Luisa de Tassis, que pertenecía a una de las familias más ricas del norte de Europa. La dama aparece confiada, consciente de la propia belleza, con un vestido precioso y elaborado.
En septiembre de 1631 van Dyck recibió en su taller a la reina de Francia María de Médici, junto a su hijo menor Gastón de Orleans, en el exilio, que se hicieron retratar. La reina ha dejado una narración de su visita a van Dyck, admitiendo que vio en su colección diversas obras de Tiziano. De hecho, Antoon había logrado acumular un número consistente de obras de pintores italianos: 17 de Tiziano, 2 de Tintoretto, 3 de Jacopo da Bassano y otras, además de 3 del neerlandés Antonio Moro.
Además de los retratos de personajes aristocráticos, Van Dyck retrató también a amigos artistas, como el grabador Karel van Mallery, el músico Henricus Liberti y el pintor Marin Rijckaert. Y a pesar de que Flandes y Holanda estuvieran en guerra, Van Dyck logró llegar a la corte de La Haya, donde hizo un retrato de Federico Enrique de Orange con su mujer y el hijo Guillermo II de Orange. Para el príncipe realizó también dos telas con temas tomados de la literatura italiana, Amarillis y Mirtillo (de Battista Guarini) y Rinaldo y Armida (de Torcuato Tasso). Cerca de la ciudad de Haarlem, conoció a Frans Hals. Y durante una segunda estancia en Holanda, entre el 1631 y el 1632 conoció también a Federico V, exrey de Bohemia en el exilio, que le encargó los retratos de sus dos hijos, Carlos Luis y Rupert. 
Desde 1629 comenzaron las relaciones entre Van Dyck y el rey inglés Carlos I. A través de su intermediario Sir Endymion Porter, el rey adquirió la tela con carácter mitológico Rinaldo y Armida, que según los historiadores motivó el deseo del rey de contratar al pintor.

### Londres

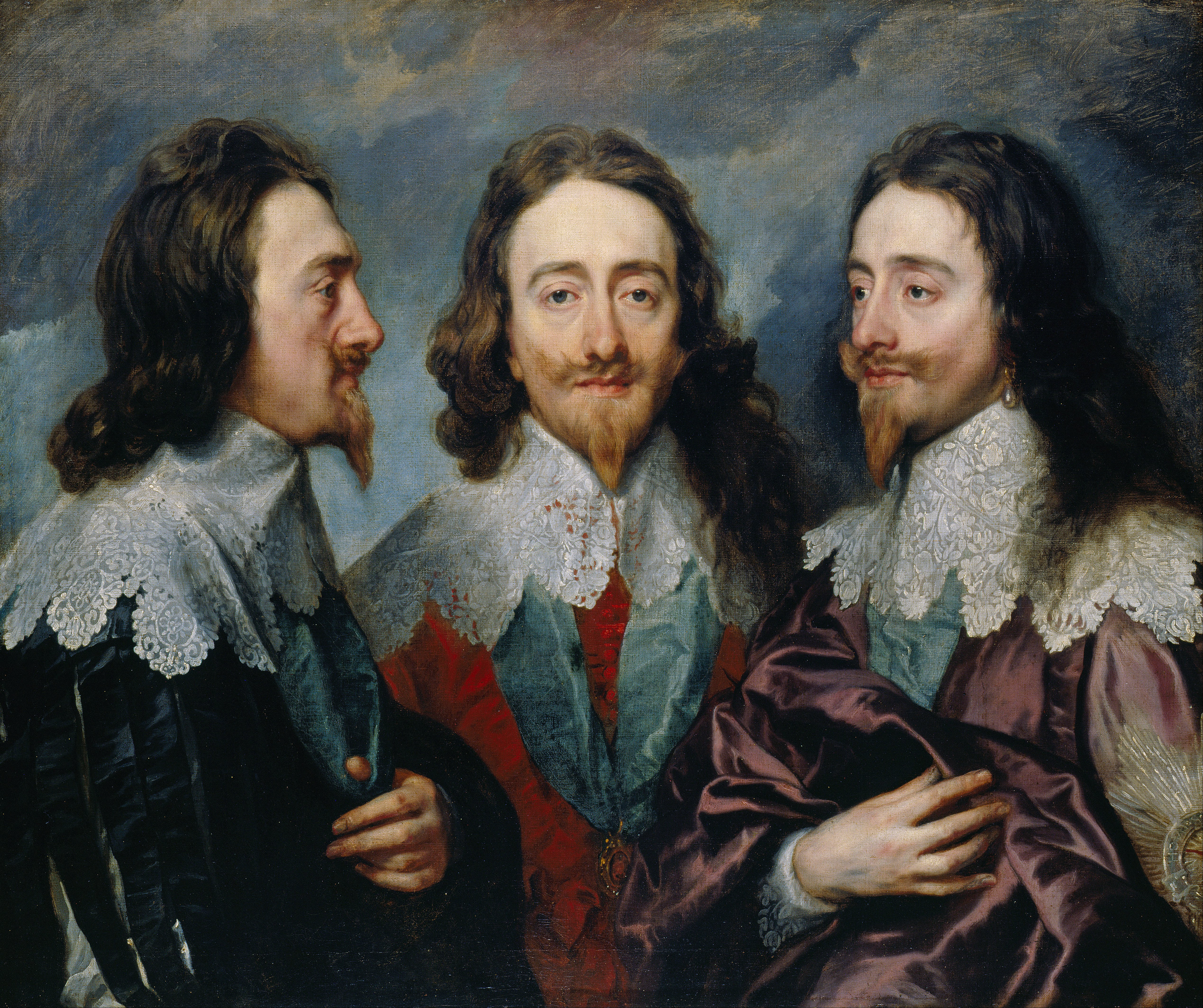
Triple retrato de Carlos I, 1635 (Royal Collection de Isabel II de Inglaterra).

Carlos I de Inglaterra fue, entre los soberanos ingleses del pasado, el que más apreció el arte pictórica, y se mostró siempre como un fuerte mecenas y protector de los artistas, rivalizando con Felipe IV de España. El pintor preferido del rey era Tiziano y en Van Dyck veía a su heredero: antes de que llegara Van Dyck a Londres, en la corte de Carlos trabajaban ya numerosos pintores, como el anciano Marcus Gheeraerts el Joven, retratista de Isabel I, Daniel Mytens y Cornelis Janssens van Ceulen. El monarca tras recibir como regalo el cuadro Reinaldo y Armida (Museo de Baltimore) llamó a Van Dyck a trabajar a Londres. Con la llegada de Van Dyck, todos estos pintores desaparecieron porque se quedaron anticuados. Carlos había encontrado finalmente al pintor de corte que deseaba desde hacía años.
Algún año antes, en 1628, Carlos había adquirido de Carlos I de Gonzaga-Nevers, duque de Mantua, la gran colección de pinturas acumuladas en los años de los Gonzaga, también ellos conocidos protectores de artistas de fama internacional. Además, desde su ascenso al trono, Carlos I había buscado introducir en su corte a artistas de diversas nacionalidades, en particular italianos y flamencos. En 1626 había logrado convencer a Orazio Gentileschi para que se trasladase a Londres. Gentileschi fue nombrado pintor de corte y se dedicó, entre otras cosas, a la decoración de la Casa de las Delicias, residencia de la reina Enriqueta María de Borbón, en la ciudad de Greenwich. Pocos años después, en 1638 logró traer a Inglaterra a la hija de Orazio, Artemisa Gentileschi, de quien conservó una pintura célebre, Autorretrato como alegoría de la pintura.

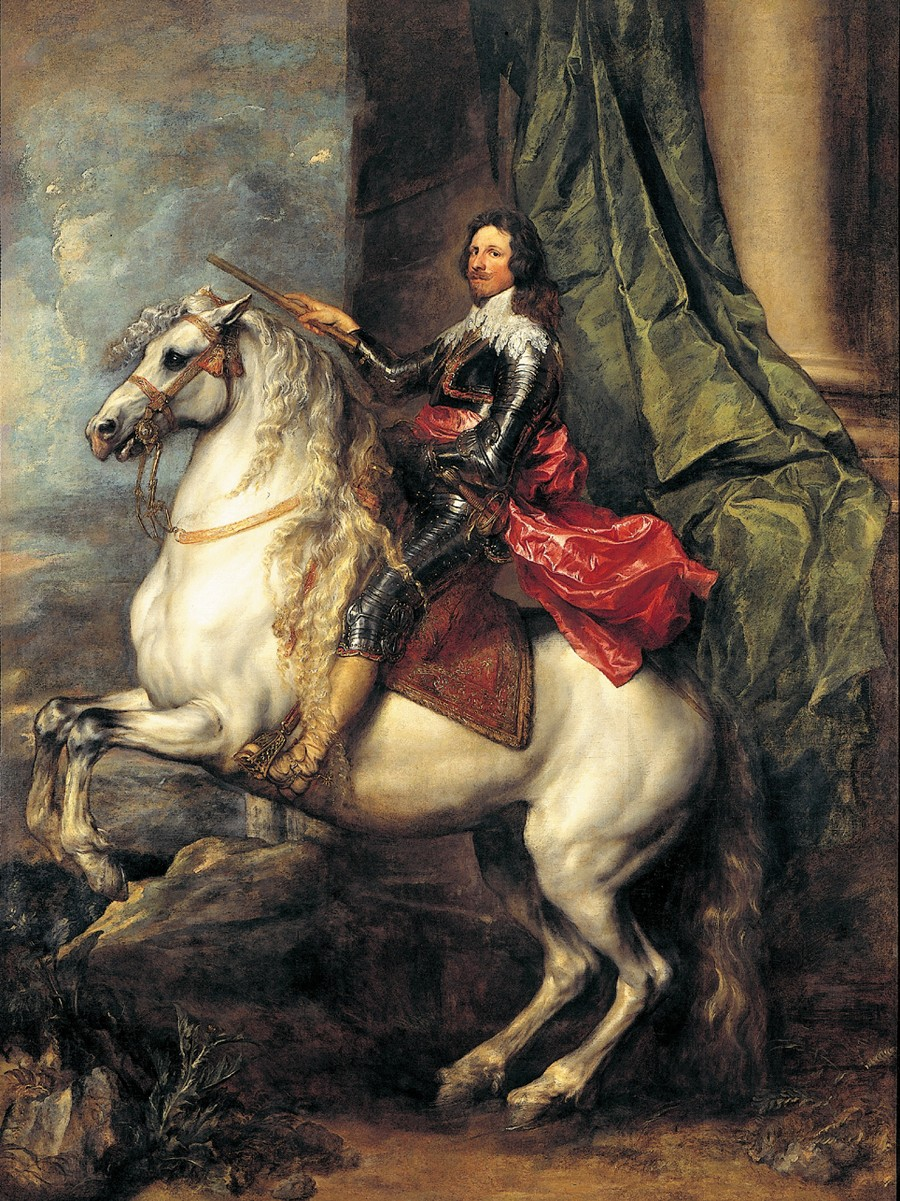
El príncipe Tomás Francisco de Saboya-Carignano, 1634.

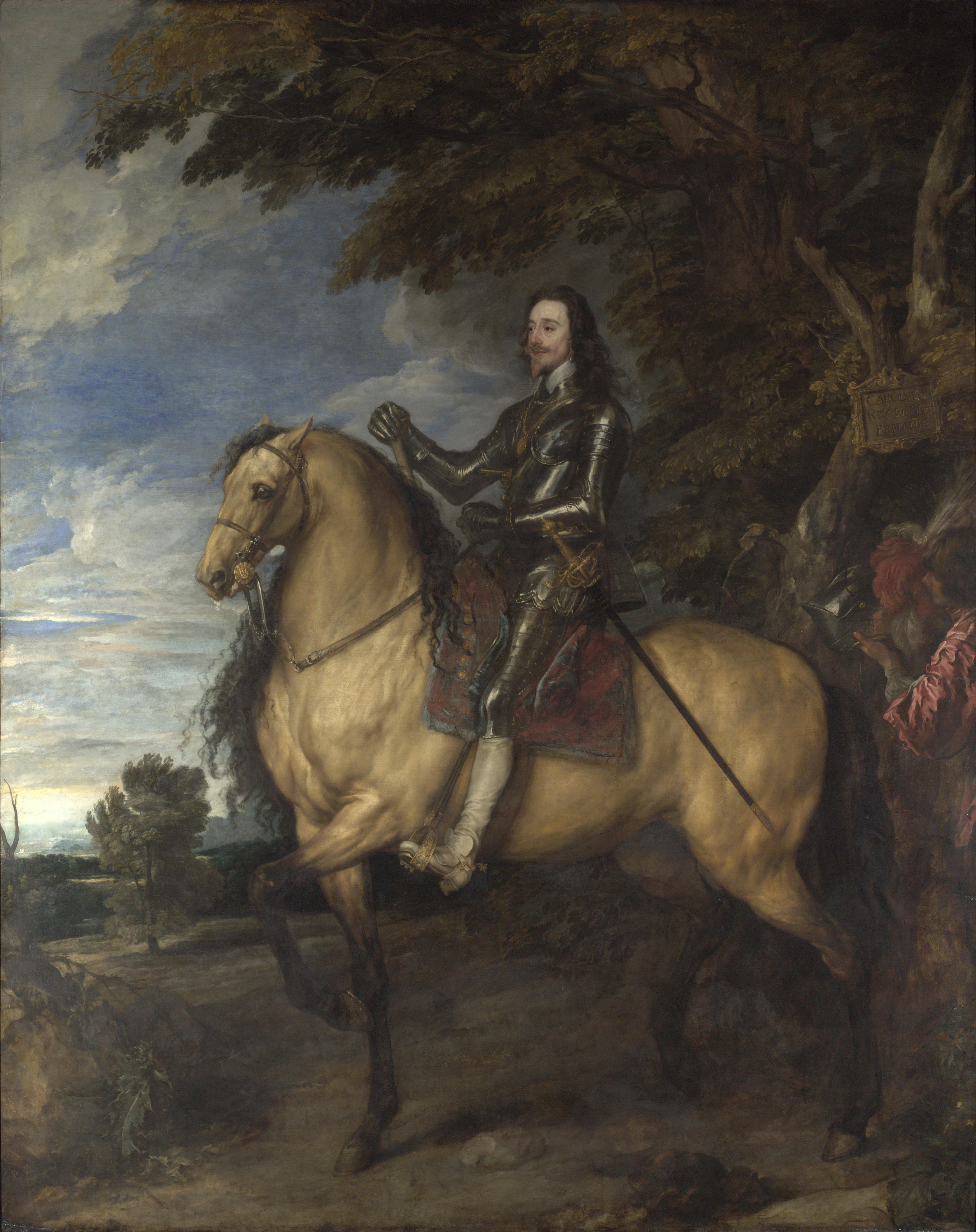
Carlos I a caballo, 1637.

Para abril de 1632, Van Dyck llegó por segunda vez a Inglaterra. Acogido con todos los honores, fue presentado al rey, que había conocido años antes como Príncipe de Gales, y se alojó en Londres, en la casa de Edward Norgate, escritor de arte, pagado por la corona. Luego cambió de residencia para establecerse en Blackfriars, lejos de la influencia de la Worshipful Company of Painter-Stainers, importante organización de pintores londinenses. En esta gran casa, regalo del rey, con un jardín sobre el río Támesis, recibía a sus huéspedes y a menudo realizaba sus pinturas. Tras pocos meses, el 5 de julio de 1632, Carlos I le confirió el título nobiliario de baronet, nombrándolo miembro del Orden del Baño, y le garantizó una renta anual de 200 esterlinas, además de hacer oficial su nombramiento como primer pintor de la corte. Bellori se expresó de la siguiente manera sobre el período inglés de van Dyck:

Contrastava egli con la magnificenza di Parrasio, tenendo servi, carrozze, cavalli, suonatori, musici e buffoni, e con questi trattenimenti dava luogo a tutti li maggiori personaggi, cavalieri e dame, che venivano giornalmente a farsi ritrarre in casa sua. Di più trattenendosi questi, apprestava loro lautissime vivande alla sua tavola, con ispesa di trenta scudi il giorno.
Bellori, p. 278

Sin embargo, en 1634, durante alrededor de un año, Van Dyck decidió trasladarse a Amberes y a Bruselas, para visitar a su familia. Tras adquirir un vestido en Amberes, en abril fue llamado a Bruselas. Aquí asistió a la entrada en la ciudad del Cardenal-Infante Fernando de Habsburgo, hermano del rey Felipe IV de España, nuevo regente de los Países Bajos españoles. Van Dyck hizo numerosos retratos del nuevo regente y de varios exponentes del clero y de la aristocracia. Uno de los más ambiciosos retratos de grupo de estos años es el Retrato del conde Johannes de Nassau y su familia. En el curso de su estancia en Bruselas se encontró también con Tomás Francisco de Saboya, primer príncipe de Carignano, y comandante general de las fuerzas españolas en los Países Bajos, de quien realizó un gran retrato ecuestre, en el cual el príncipe aparece en toda su majestad, manteniendo con firmeza un espléndido caballo mientras se pone el sombrero. Este retrato fue también un modelo para el Retrato del conde-duque de Olivares a caballo de Diego Velázquez. Poco antes de su regreso a Inglaterra, Van Dyck fue llamado a realizar un gran retrato de grupo que representara a todos los miembros del consejo de la ciudad y del burgomaestre, quienes tenían la misión de gobernar la urbe. El cuadro estaba destinado a la sala del tribunal del Grand Place de Bruselas. Tristemente, durante el bombardeo francés sobre Bruselas ordenado por el Mariscal de Francia, François de Neufville, en 1695, la pintura fue destruida.
Ya en Londres, Van Dyck entró a formar parte del grupo de cortesanos católicos fieles a la reina Enriqueta María, entre los que se contaba Kenelm Digby y Endymion Porter. El rey mandó hacer innumerables retratos de sí mismo, sea solo o acompañado por la reina o por los hijos. La tela más famosa de Carlos junto a su familia es el Greate Peece, de formato enorme y que representa al rey y a la reina sentados: junto al soberano está en pie el pequeño Carlos II, mientras entre los brazos de la reina está sentado James II. La reina también pidió varios retratos entre los que destaca La reina Enriqueta María con el enano Jeffrey Hudson, en el que Enriqueta con vestidos de cacería es representada en compañía de su enano, Jeffrey Hudson. A la reina, más bien baja de estatura, Van Dyck le mejoró la forma de la nariz y de la mandíbula, enfatizando el candor de la tez. Carlos encargó también pinturas que representaran a sus hijos, como Los tres hijos mayores de Carlos I, un retrato de entre los más logrados, sugestivo y suntuoso, que luego fue enviado por la reina a su hermana María Cristina y Los cinco hijos mayores de Carlos I. 

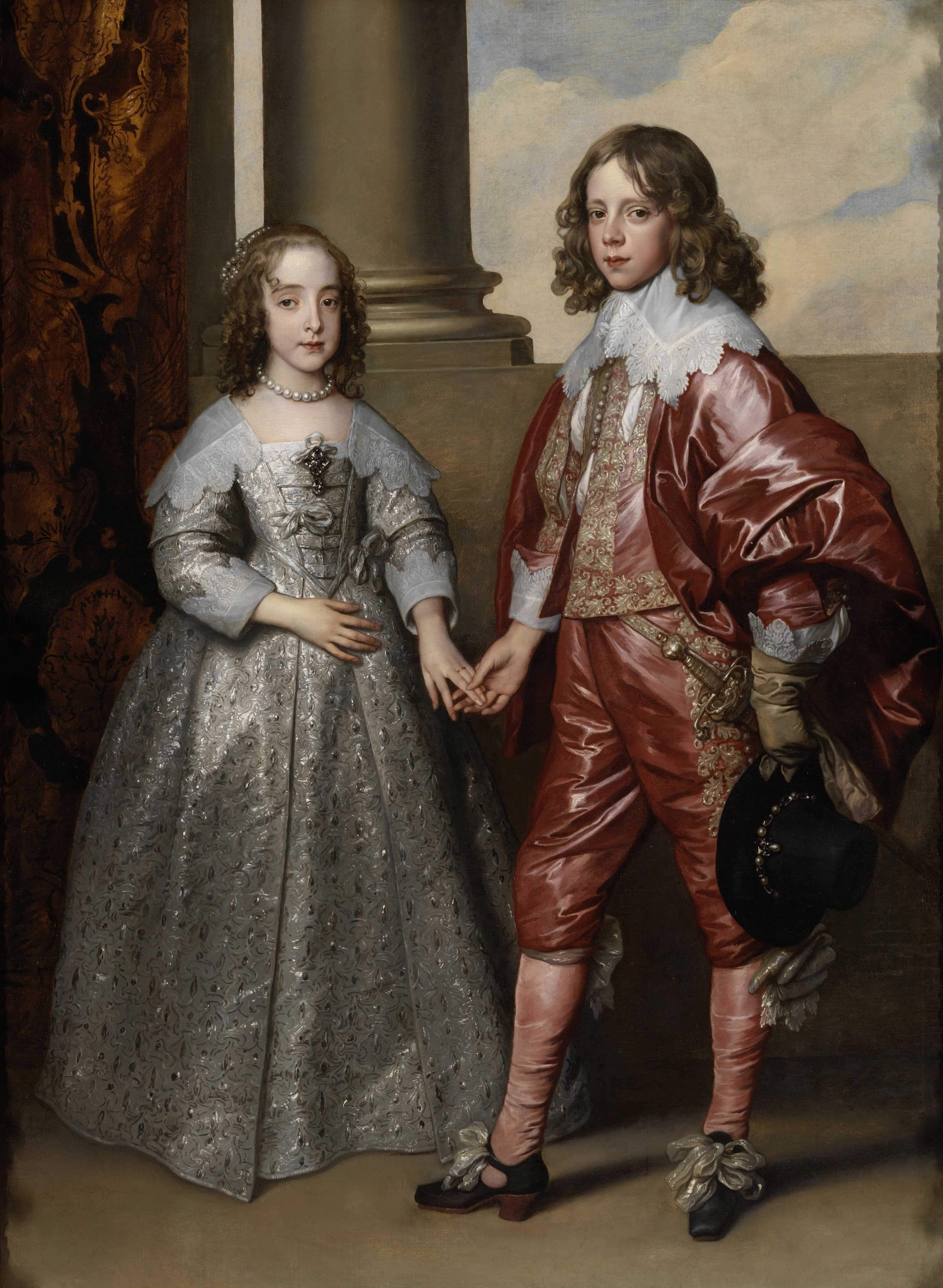
Retrato de Guillermo II de Orange-Nassau y la princesa María, 1641.

Retrato de Isabel Brant, primera esposa de Rubens, 1621. Antes creído obra de Rubens, se lo regaló Van Dyck a este.

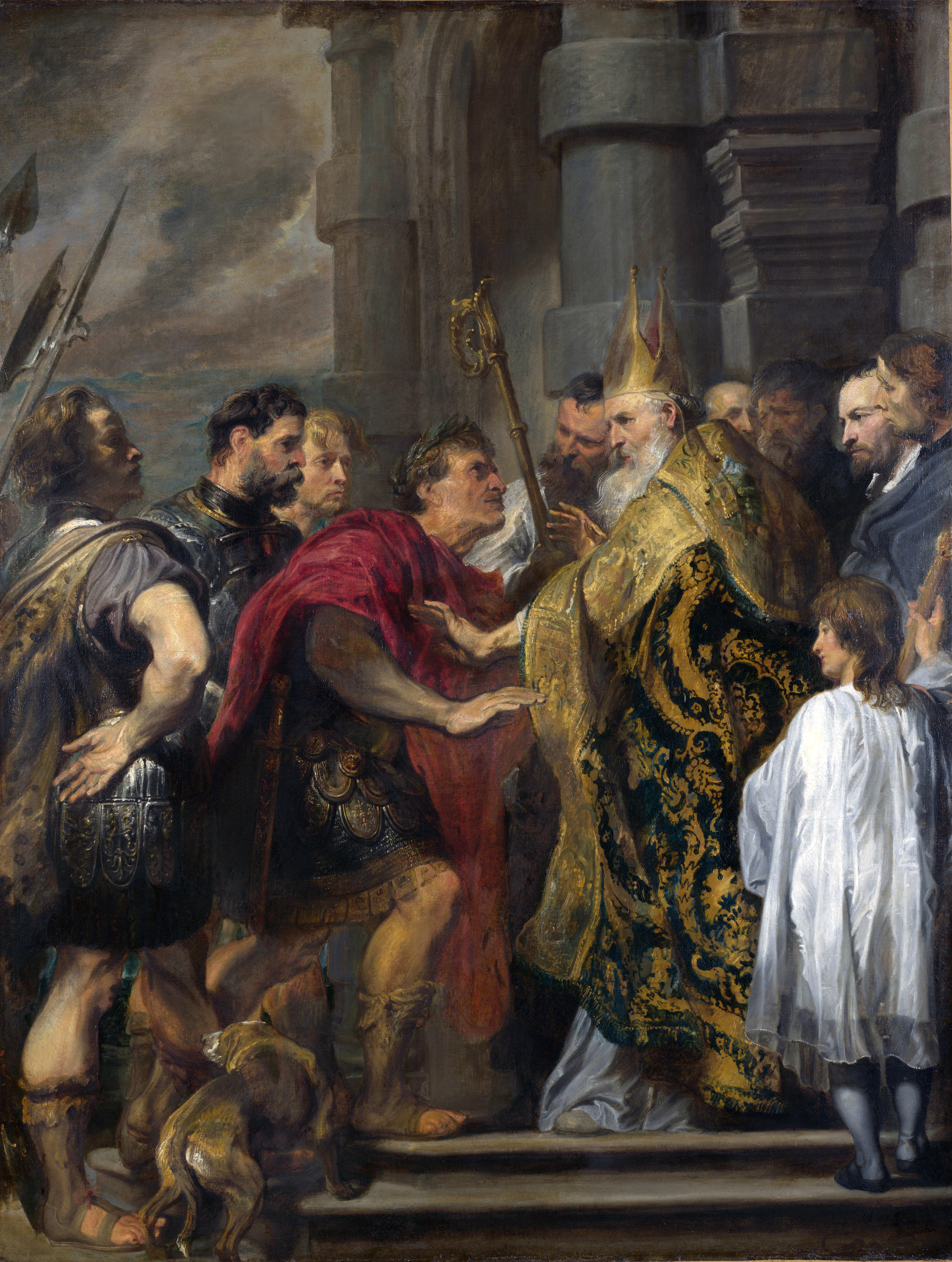
El emperador Teodosio y san Ambrosio, 1619–1620.

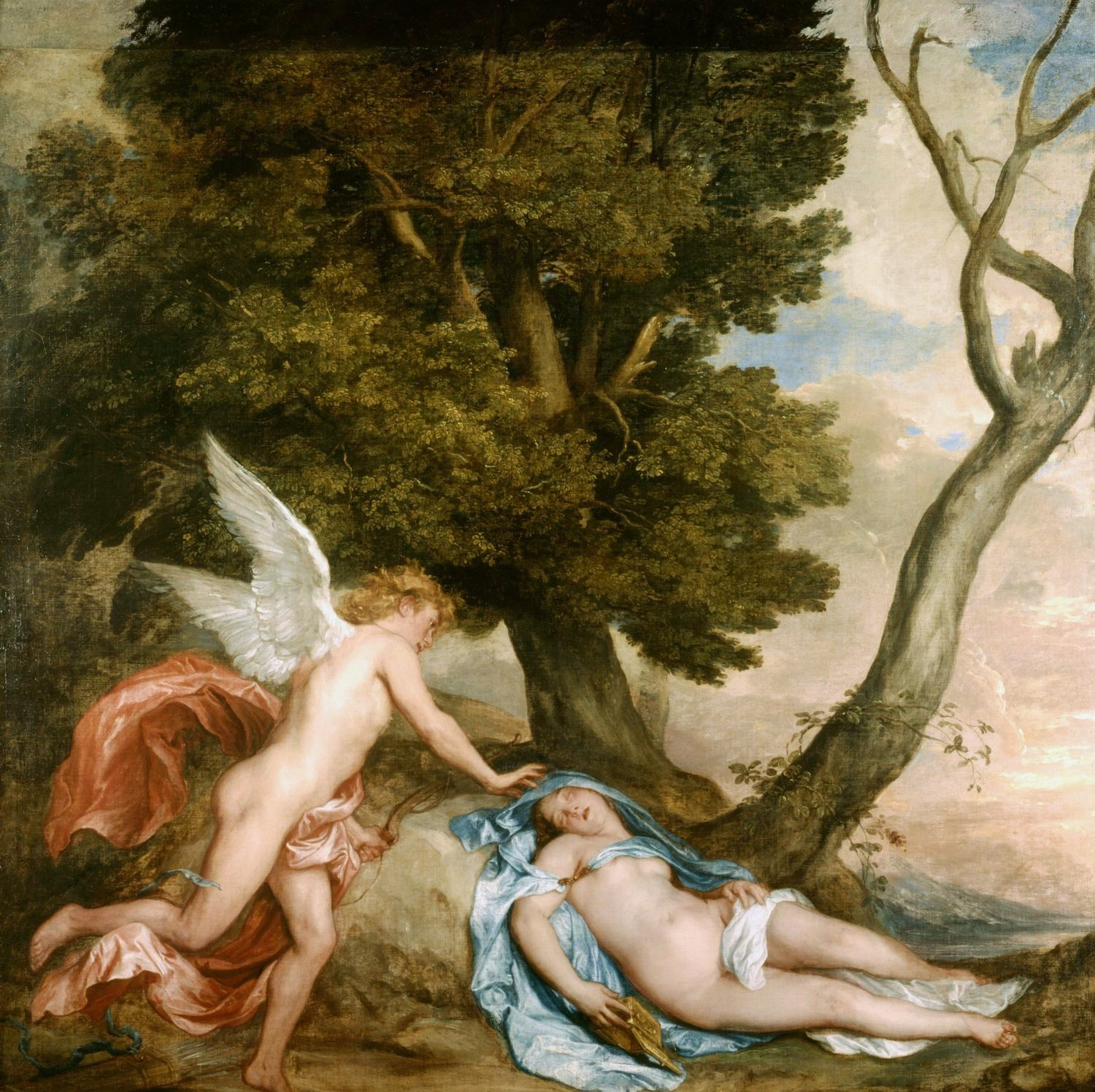
Amor y Psique, 1639–1640, Royal Collection.

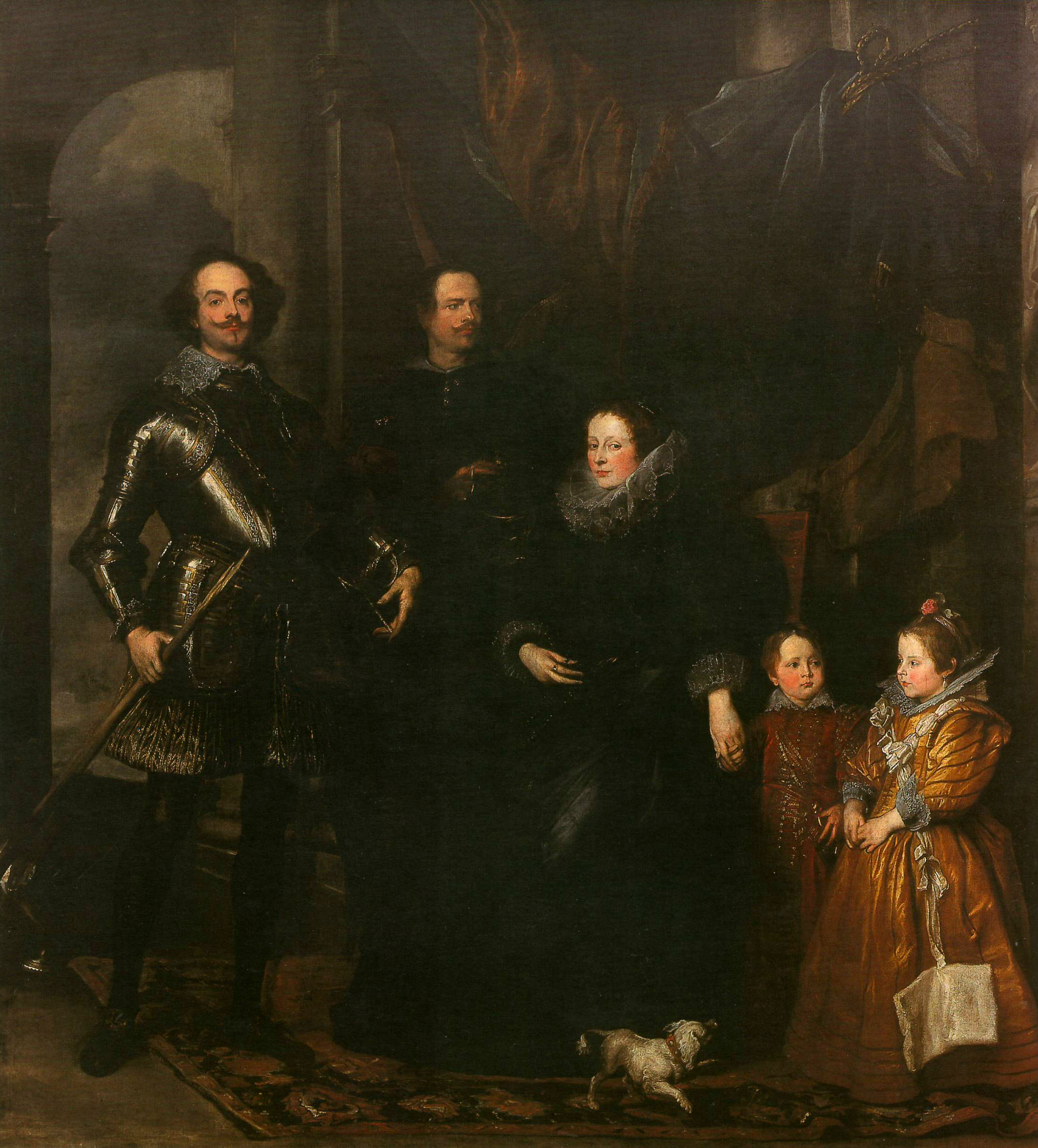
La familia Lomellini, 1623.

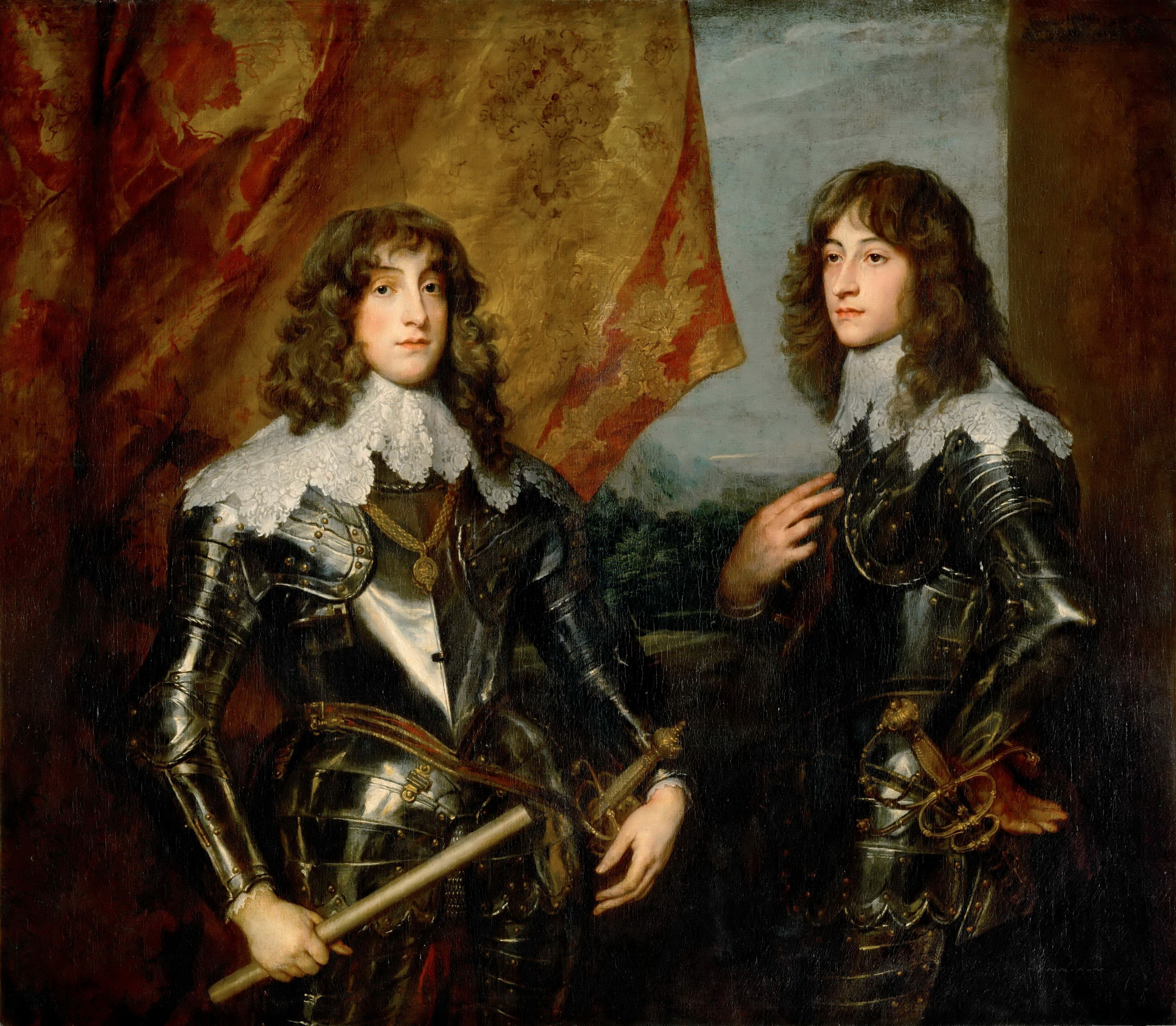
Carlos Ludovico y Rupert, príncipes palatinos, 1637.

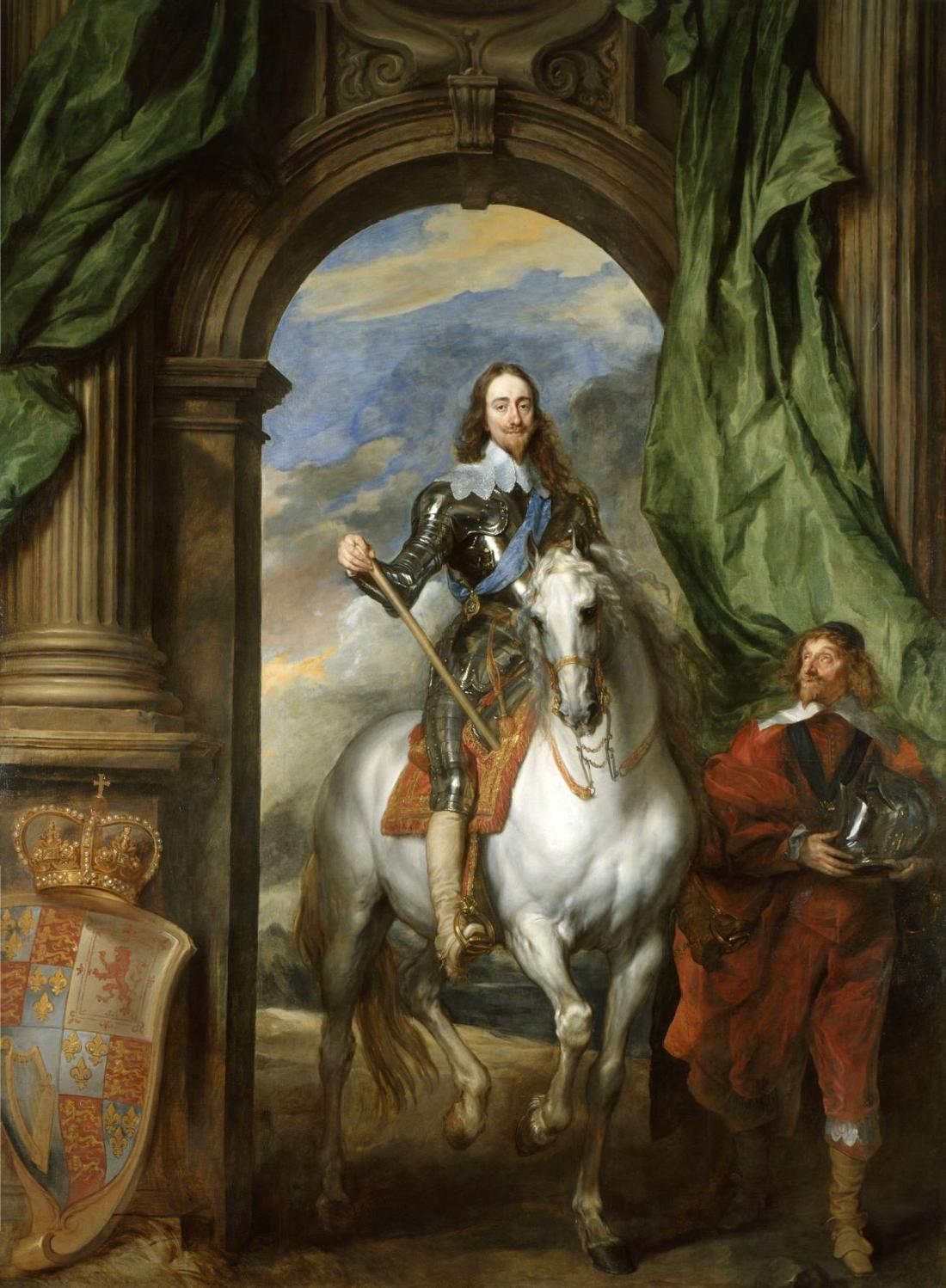
Retrato de Carlos I con M. de Saint-Antoine, su maestro de equitación, 1633.

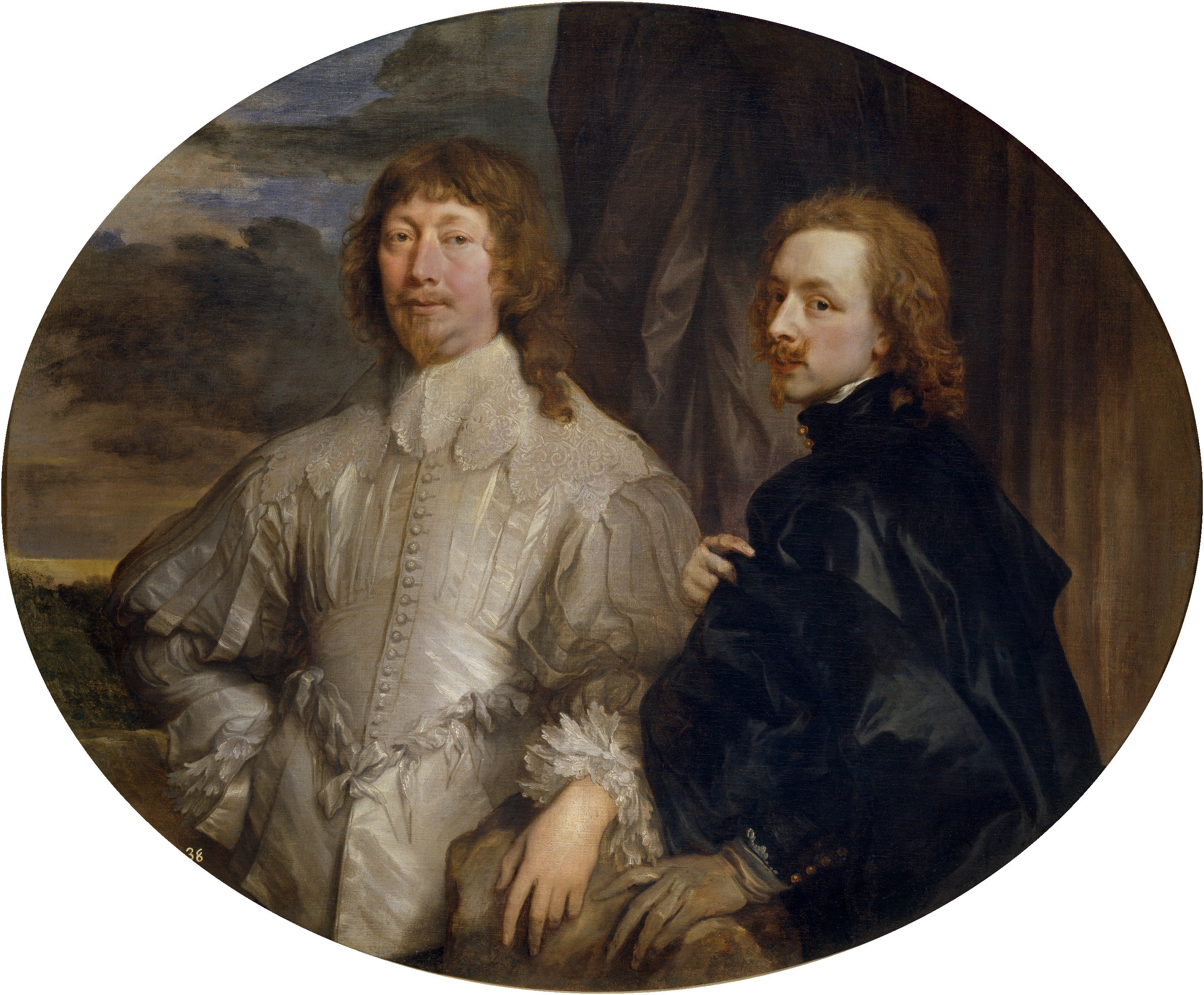
Retrato del diplomático inglés Endymion Porter y Van Dyck, 1635. Es la única vez que el pintor se incluyó junto al retratado.

Además de pintar, Anton abría su casa a la mejor nobleza y se entretenía con músicos y bufones; ofrecía banquetes, poseía siervos, carrozas y caballos. Uno de los más asiduos frecuentadores de la casa de Van Dyck era el mismo rey, que incluso mandó hacer modificaciones al jardín de la casa de su pintor para que pudiera llegar allí más fácilmente a través del río. 
En la casa de Van Dyck vivió también su amante, Margarey Lemon, retratada varias veces en representaciones alegóricas o mitológicas. Se dice que la mujer era tan celosa de Antoon que una vez intentó morderle un dedo de la mano para impedirle retratar señoras. 
En 1640 Anton decidió casarse y, ya con 40 años, se casó con una dama noble escocesa, Mary Ruthven, dama de compañía de la reina. Pero su única actividad en Londres era la de retratista, mientras él soñaba con un proyecto más grande, un ciclo pictórico de carácter histórico. Había iniciado la realización de una serie de tapices, dedicados a la exaltación de la antigua Orden de la Jarretera, que no concluyó.
Cuando en mayo de 1640 murió Rubens, le ofrecieron volver a Amberes para dirigir el taller de su maestro. Mientras estaba por partir, le comentaron que el rey de Francia Luis XIII estaba buscando a un artista que decorase las salas principales del Palacio del Louvre. Era precisamente esto lo que Van Dyck estaba esperando desde hacía años; en enero de 1641 se trasladó a París, y volvió a Londres en mayo. En esta ocasión pintó el doble retrato Retrato de Guillermo II de Nassau-Orange y la princesa María, para celebrar el matrimonio entre los dos príncipes. En octubre se dirigió a Amberes y luego de nuevo a París, donde recibió la noticia de que la decoración del Louvre había sido confiada a Nicolas Poussin y a Simon Vouet y donde fue obligado a rechazar la realización del retrato de un cardenal (no se sabe si Richelieu o Mazarino).
Por motivos de salud, tuvo que volver precipitadamente a Londres. El rey le envió a su médico personal, a quien ofreció 300 esterlinas si lograba salvarle la vida a su pintor. El 1 de diciembre de 1641, lady Van Dyck dio a luz a su primera hija, Justiniana. Algunos días después Anton hizo testamento a favor de la hija, de la esposa, de las hermanas y de una hija natural que había tenido en Amberes. El 9 de diciembre Anton van Dyck murió en su casa de Blackfriars y fue sepultado en la presencia de la corte en la Catedral de San Pablo.

## El artista y sus obras
La vida de van Dyck es, por varios motivos, comparable a la de Rafael: ambos murieron jóvenes y antes de ver uno las atrocidades del saqueo de Roma (1527) y el otro los desórdenes de la guerra civil. Van Dyck murió antes de ver procesado y decapitado delante de su palacio a su rey. Tras la ejecución del monarca, siguió la dispersión de su colección artística, que contaba con 1570 pinturas, entre las cuales había una buena cantidad de obras de van Dyck; entre los mayores compradores estuvo Felipe IV de España y el cardenal Giulio Mazzarino.
Autor de temas religiosos y mitológicos, su actividad como grabador alcanzó también gran importancia y tuvo por logro más célebre la Iconografía, serie de retratos grabados de famosos contemporáneos. Él la inició grabando algunas planchas hacia 1631, y las demás fueron realizadas según bocetos suyos por Paulus Pontius, Lucas Vorsterman I, Schelte à Bolswert, Jacob Neeffs y otros. La serie estaba inacabada a su muerte, si bien ya se estaba distribuyendo. La primera edición con portada se lanzó póstumamente en 1645. Muchas de las matrices originales de cobre se guardan en la Calcografía del Louvre.

### Rubens y van Dyck
Los primeros contactos entre Rubens y el joven van Dyck se remontan a 1615, cuando Anton abrió un taller personal. Muchos importantes pintores de Amberes, como Frans Snyders, visitaban el taller, para darle consejos o simplemente para observar el trabajo del joven talento. Algunos años después Anton entró efectivamente en el taller de Rubens, del que había podido admirar los grandes retablos conservados en las iglesias de la ciudad. Durante los años de colaboración actuaban del siguiente modo: Rubens buscaba los encargos, preparaba los borradores y los diseños preparatorios, pero luego era Van Dyck quien ejecutaba la pintura. Testigos de esto son las numerosas obras del período, como las Historias de Decio Mus, de carácter profano, y la decoración del techo de la Iglesia de san Carlos Borromeo de Amberes, de carácter sacro.
Según algunas fuentes, Van Dyck fue admirador y alumno de Rubens, pero también un asistente y un amigo, como testimoniaría el Retrato de Isabel Brant, que representa a la primera esposa de Rubens, regalado al gran pintor por Anton y los retratos de Van Dyck hechos por Rubens, que lo había definido como el mejor de sus alumnos. Otras fuentes en cambio muestran a Van Dyck como admirador sincero de Rubens en su juventud, que identificaba como un modelo para sus pinturas, pero que con el pasar del tiempo había llegado a ser una presencia demasiado fuerte en la pequeña realidad de Flandes, tanto que le obligó a buscar fortuna primero en Inglaterra y luego en Italia. E incluso Rubens, cuando se dio cuenta de las capacidades del joven alumno, que habría podido ensombrecer su nombre, hizo todo lo posible para alejarlo de Amberes (ciudad llamada Anvers en francés y Antwerpen en neerlandés), obteniendo cartas de recomendación y garantizándole la ayuda de ricos personajes, sea ingleses, como el conde de Arundel, sea italianos.

### Pinturas religiosas
Al inicio de su formación, en el taller de Van Balen, el joven Anton se cimentó principalmente en la realización de obras de carácter religioso. En la Amberes apenas reconquistada por el catolicismo, el género pictórico más solicitado era el religioso y el bíblico. El primer gran encargo que recibió Van Dyck fue precisamente el de realizar pinturas que representaran a los doce apóstoles. Tras acercarse al taller de Rubens los encargos religiosos crecieron notablemente.
Representativa de estas pinturas con carácter sagrado de la producción de Van Dyck es la tela El emperador Teodosio y san Ambrosio de 1619–1620. Esta tela representa el encuentro entre el pecador Teodosio I y el arzobispo de Milán, Ambrosio. Para la realización de la tela, Van Dyck hizo referencia al trabajo de idéntico nombre que había hecho con Rubens años antes. Sin embargo, las diferencias resultan claras: en la pintura de Van Dyck, conservada en Londres, el emperador no tiene barba, el fondo arquitectónico resulta más marcado y además del pastoral, se ven en el cielo diversas armas llevadas por el séquito de Teodosio. Y mientras en la tela de Rubens (conservada en Viena) sobre la capa del obispo se pueden ver retratos de Cristo y de san Pedro, que subrayan la autoridad de Ambrosio, en la de Van Dyck la capa se presenta como un ejemplo de gran habilidad en la representación pictóricas de pliegues. Otro añadido de Van Dyck es el perro, colocado a los pies del emperador. Las pinceladas de la obra realizada en Londres son enérgicas y vigorosas, mientras que las de Viena aparecen más suaves y ligeras.

### Pinturas históricas y mitológicas
No presentes de manera constante como las pinturas religiosas o los retratos, las representaciones mitológicas e históricas acompañan toda la producción de Van Dyck. Durante el período de colaboración con Rubens, a Van Dyck se le confió un ciclo de pinturas que narrasen y exaltasen la vida y las empresas del romano Decio Mus. Entre sus pinturas más célebres está La continencia de Escipión y Sansón y Dalila. Tras volver de Italia y haber visto numerosas obras de Tiziano, la ejecución de estos temas adquirió una nueva y distinta componente debido a la influencia del maestro italiano. La pintura más famosa de carácter mitológico es sin duda Amor y Psique realizado para el rey Carlos I y ahora propiedad de la reina Isabel II de Inglaterra (Royal Collection).
Son evidentes en esta pintura, como en gran parte de las de carácter mitológico, las referencias a la pintura italiana renacentista de Tiziano y Dosso Dossi. Una comparación con el Baco y Ariadna de Tiziano es fundamental. Los temas representados con una delicadeza buscada, las pinceladas redondeas y las líneas perfectamente definidas. Fuerte es también el componente alegórico: Cupido llega a salvar a Psique, después que esta, como cuenta Apuleyo en Las metamorfosis, cae en un sueño mortal. Tras el cuerpo de Psique, abandonado sobre una roca con suavidad, surgen dos árboles, uno orgulloso que simboliza la vida, el otro seco y desnudo, que simboliza el espíritu de la muerte. Esta tela se caracteriza por un fuerte sentimiento de participación, insertado en una delicada y lírica atmósfera idílica.

### Retratos del período italiano
La principal actividad de Van Dyck en Italia, y en Génova en particular, fue la de retratista. La nobleza genovesa, que había conocido la habilidad de Rubens algunos años antes, no quiso dejar escapar la oportunidad de hacerse retratar por el mejor alumno del maestro flamenco. Así fue que a Van Dyck le encargaron numerosísimos retratos, individuales o de grupo. Fue en esta ocasión que Van Dyck demostró su habilidad para retratar también a los niños, a grupos familiares y a hombres a caballo. Entre los retratos de grupo del período genovés el más conocido es La familia Lomellini.
Como la mayor parte de los retratos del período genovés, no se conocen con certeza los nombres de los personajes retratados se supone que se trate de la segunda mujer, los dos hijos mayores y los dos hijos menores de Giacomo Lomellini, dogo de la República de Génova; Giacomo, que en dos años de dogado no podía ser retratado, habría encargado este retrato, que se presenta como el más complejo entre los del período italiano: el hijo mayor, Nicolò, colocado bajo un arco triunfal, está representado vestido con la armadura mientras que tiene en la mano una lanza rota, símbolo de la defensa de la ciudad, mientras la mujer y los niños son representados bajo una estatua de Venus púdica, que simboliza la defensa de la esfera familiar.

### Retratos del período inglés
Durante su permanencia en Londres, Van Dyck retrató a numerosos personajes de la corte y de la pequeña nobleza, pero también a los miembros de la familia real. Esta producción fue tan masiva que Van Dyck tuvo que recurrir a la colaboración de ayudantes, que generalmente pintaban los elementos secundarios como fondos y ropajes. Quienes encargaban las obras eran representados a menudo de figura entera, como en el caso del Retrato de Lord John y Lord Bernard Stuart o bien del Retrato de Thomas Wentworth, primer conde de Strafford, pero también sentados o solo a medio busto, como el retrato Dorothy Savage, vizcondesa de Andover y su hermana Elizabeth, lady Thimbleby.
Uno de los mayores y más interesantes trabajos del período inglés es el retrato Carlos Ludovico y Rupert, príncipes palatinos. La pintura representa a los dos hijos del rey de Invierno, Federico V, llegados a la corte de su tío Carlos I buscando ayuda financiera y militar para su padre, en el exilio en La Haya. Carlos I, a la derecha, es el mayor de los hermanos, mientras que Rupert, a la derecha, es el menor. Carlos I es representado con el bastón de mando militar en la mano mientras fija al observador con una mirada entre resignada y combativa. Rupert en cambio, más lanzado que su hermano, mira el horizonte con ojos cansados y no apoya la mano en la espada como el hermano, sino que la acerca al pecho con despreocupación. El primero hará cualquier cosa para recuperar la dignidad de su padre, combatiendo incluso contra su tío, Carlos I, que había rechazado darle apoyos militares, mientras que el segundo se quedará en la corte inglesa y combatirá durante la guerra civil.

### Retratos de Carlos I
El personaje que más veces aparece en los retratos realizados por Van Dyck es sin duda, Carlos I Estuardo, rey de Inglaterra y su mecenas-protector. Van Dyck lo representó con su familia, en pareja con su mujer Enriqueta y sobre todo solo. Las pinturas son de diversos formatos y el soberano es representado en diversas poses: a caballo, como en el caso del Carlos I a caballo, de cuerpo entero como en el Retrato de Carlos I cazando, de medio busto como en Rey Carlos I y la reina Enriqueta María y también en otras posiciones, como en el Triple retrato de Carlos I, luego enviado a Roma, al taller de Bernini. El más ambicioso de los retratos de Carlos I es el retrato ecuestre en el que el soberano aparece en compañía de su maestro de equitación.
En este cuadro, Van Dyck realiza el más solemne de los retratos ecuestres del rey: Carlos está atravesando un arco de triunfo, desde el cual caen pesados paños verdes, viste armadura y tiene en la mano el bastón de mando mientras cabalga un espléndido caballo blanco. Si la descripción se detuviese aquí, parecería una pintura de un general victorioso: pero para subrayar que se trata del rey, Van Dyck inserta a la izquierda del soberano a su maestro de equitación que lo mira, desde abajo, con una mirada de sumisión y veneración; a la izquierda en cambio hay un gran blasón que tiene los símbolos de la dinastía real y una imponente corona. Además del amor que el rey tenía por el arte, Carlos I lo veía como un medio de propaganda política, especialmente en los años difíciles como los precedentes a la guerra civil.

## Presencia en museos españoles
Los museos españoles cuentan con una rica presencia de este artista. El Museo del Prado posee unas 25 obras, como Autorretrato con Endymion Porter, La serpiente de metal, Cristo coronado de espinas, El Prendimiento, Retrato de Mary Ruthven, esposa del pintor... El Museo Thyssen-Bornemisza exhibe un Retrato de Jacques Le Roy, la Colección Carmen Thyssen-Bornemisza un Cristo crucificado y el Museo de Bellas Artes de Bilbao posee una gran Lamentación ante Cristo muerto. En 2008, el Patrimonio Nacional de España recuperó un Martirio de san Sebastián y lo reintegró al Monasterio de El Escorial, dos siglos después de su sustracción y, posteriormente, la Academia de San Fernando ha desvelado como suyo un cuadro largamente almacenado, sumado a otro, La Virgen y el Niño con los pecadores arrepentidos, además la institución posee un boceto original del maestro. En 2012, después de una restauración por parte del Instituto de Patrimonio Cultural de España un Cristo y la Mujer adúltera de Van Dyck fue fechado en 1621 cuando se encontraba en Italia; formó parte de la Colección Real y se localiza en el Escorial hasta la invasión napoleónica; en la actualidad se encuentra en el Hospital de la Venerable Orden Tercera de San Francisco en Madrid. Otra versión de la obra citada se conserva en la Colección BBVA que corresponde al mismo periodo pero con mayor influencia de Veronés dada la gran amplitud espacial entre los personajes de la escena; se piensa que esta última es una versión anterior a la de la VOT que muestra los rasgos más propios de Van Dyck. En diciembre de 2017, una Virgen con Niño, que se conserva en el Museo Cerralbo y era considerada obra de Mateo Cerezo, fue revelada como original del pintor tras un exhaustivo estudio y proyecto de restauración. Por último, el Museo de Bellas Artes de Valencia cuenta con Retrato Ecuestre de Don Francisco de Moncada.